# Midnight Club
Midnight Club è una serie di videogiochi di automobilismo sviluppata da Rockstar San Diego e pubblicata da Rockstar Games tra il 2000 e il 2008.
Nel 2012 la serie aveva raggiunto i venti milioni di copie vendute in tutto il mondo.

## Videogiochi

### Midnight Club: Street Racing
Midnight Club: Street Racing è la prima uscita della serie Midnight Club, sviluppato da Angel Studios (ora Rockstar San Diego) e pubblicato da Rockstar Games. Il gioco è stato pubblicato 25 ottobre 2000 come titolo di lancio per PlayStation 2, e 14 novembre 2001 per Game Boy Advance. I giocatori corrono attraverso la città di New York e Londra, cominciando con un umile taxi. Attraverso una serie di gare, ognuna con diversi obiettivi, come la sconfitta di altri piloti e vincere più velocemente possibile o ancora per vincere veicoli più costosi.

### Midnight Club II
Midnight Club II è il sequel del primo Midnight Club: Street Racing, pubblicato per la PlayStation 2, Xbox e Windows nel 2003. I giocatori corrono attraverso Los Angeles, Parigi e Tokyo. Per la seconda uscita, i motocicli sono stati aggiunti al gioco, e le automobili del gioco portano una somiglianza superiore alle loro ispirazioni della vita reale. Il gioco offre anche una componente multiplayer online. I veicoli in Midnight Club II sono inventati, ma tutti ricordano i veicoli della vita reale (come la Victory, che assomiglia ad una Aston Martin Vanquish, la XS Jersey, che somiglia ad una Dodge Viper, e Veloci, che assomiglia a una Saleen S7).

### Midnight Club 3: DUB Edition
Midnight Club 3: DUB Edition, sviluppato da Rockstar San Diego e pubblicato da Rockstar Games, è il terzo gioco della serie Midnight Club. È anche il primo gioco della serie che possiede veicoli autorizzati e permette ai giocatori di personalizzare la propria auto e moto con le prestazioni e gli aggiornamenti. È stato commercializzato per PlayStation 2 e Xbox l'11 aprile 2005, e successivamente convertito per la PlayStation Portable, nel giugno dello stesso anno. Le tre città presenti sono: San Diego, Atlanta e Detroit. Il nome deriva da una partnership tra Rockstar e DUB Magazine, che si presenta pesantemente nel gioco sotto forma di DUB-sponsorizzato gare e DUB-personalizzato veicoli e come premi. La versione PSP di Midnight Club 3 - DUB Edition è il gioco di corse più venduto di tutti i tempi sulla PSP.

### Midnight Club: Los Angeles
Midnight Club: Los Angeles è il quarto episodio della saga di Midnight. È stato distribuito per PlayStation 3 e Xbox 360 il 21 ottobre 2008 in Nord America e il 24 ottobre 2008 in Europa. Come suggerisce il nome, il gioco è basato a Los Angeles, con Santa Monica, Beverly Hills, Hollywood, Hollywood Hills, Ventura Valley, Downtown, e più recentemente South Central. Il gioco possiede la modalità online e dispone di diversi contenuti scaricabili. Le auto e le moto sono licenziate, tra cui nuovi modelli e marchi come Ford e Mazda, che sono stati assenti in Midnight Club 3.

## Origine del nome
Le due lettere kanji che agiscono come un sottotitolo, 湾 岸, sono tradotte come Wangan. Questa parola è stata presa dal nome del percorso tra Tokyo e Yokohama della Shuto Expressway. Si dice che il gioco si è chiamato così per via della banda reale, nota come il Mid Night Club, che ha usato lo stesso percorso su base regolare. Il nome potrebbe anche essere confuso con Wangan Midnight, un manga giapponese che è stato adattato in un anime e diversi giochi arcade (vedi Wangan Midnight Maximum Tune). Wangan Midnight è spesso scritto come "湾 岸 Midnight".